# خانقاه سفلي (نمين)
خانقاه سفلي هي قرية في مقاطعة نمين، إيران. يقدر عدد سكانها بـ 376 نسمة بحسب إحصاء 2016.